# Монстры за работой
«Монстры за работой» (англ. Monsters at Work) — американский мультипликационный веб-сериал. Является ответвлением в ряде картин «Корпорация монстров», а также прямым продолжением основного мультфильма. Это второй диснеевский анимационный сериал, основанный на мультфильмах Pixar после «Базз Лайтер из звёздной команды». Первый тизер-трейлер сериала был презентован в мае 2021 года, а его премьера состоялась на стриминговом сервисе Disney+ 7 июля. Сериал был продлен на второй сезон, премьера которого состоялась 5 апреля 2024 года.

## Синопсис
Спустя шесть месяцев после событий «Корпорации монстров», город Монстрополис теперь наполнен смехом. Тайлор Таскмон, механик из команды объектов, мечтает работать вместе со своими кумирами Майком Вазовски и Джеймсом Пи «Салли» Салливаном.

## Актёры и персонажи
- Джон Гудмен — Джеймс Пи «Салли» Салливан: Генеральный директор Корпорации монстров
- Билли Кристал — Майк Вазовский: Партнёр и лучший друг Салли.
- Джон Ратценбергер — Йети: Монстр, который был ранее сослан в Гималаи.
- Дженнифер Тилли — Селия Мэй: Одноглазая подруга Майка.
- Боб Петерсон — Роз: Лидер CDA, которая ранее была секретарём в корпорации монстров.
- Бен Фельдман — Тайлор Таскмон: Механик в команде объектов корпорации монстров
- Минди Калинг — Вэл Литтл: лучший друг Тайлора.
- Генри Уинклер — Фриц: босс Тайлора.
- Джон Ратценбергер — Бернард
- Боб Петерсон — Розе: сестра-близнец Роз.
- Лукас Нефф — Дункан: Водопроводчик.
- Аланна Юбак — Куттер
- Стивен Стентон — Смитти и Нидлман: два сотрудника корпорации монстров.
- Айша Тайлер — Милли Тускмон: мать Тайлора.
- Бонни Хант — мисс Флинт

## Список серий
| Сезон | Серии | Серии | Даты показа   | Даты показа     | Даты показа    |
| Сезон | Серии | Серии | Первая серия  | Последняя серия | Канал          |
| ----- | ----- | ----- | ------------- | --------------- | -------------- |
| 1     | 10    | 10    | 7 июля 2021   | 1 сентября 2021 | Disney+        |
| 2     | 10    | 10    | 5 апреля 2024 | 4 мая 2024      | Disney Channel |

## Производство
Во время телефонного звонка The Walt Disney Company в ноябре 2017 года CEO Роберт Айгер объявил, что сериал, основанный на вселенной «Корпорации монстров», находится в разработке для запланированного стримингового сервиса Disney+. Дальнейшие подробности о сериале были объявлены в апреле 2019 года, а сериал официально дебютирует в 2021 году. Джон Гудмен и Билли Кристал подтвердили свои роли в сериале вместе с Джоном Ратценбергером, Дженнифер Тилли и Бобом Петерсоном, а новыми участниками состава стали Бен Фельдман, Келли Мэри Трэн, Генри Уинклер, Лукас Нефф, Аланна Юбак, Стивен Стэнтон и Айша Тайлер. Сериал подготовлен Disney Television Animation с анимацией, предоставленной Dwarf Animation во Франции.
Стивен Дж. Андерсон объявил, что премьера сериала состоится где-то весной 2021 года..